# Vrbovce
Vrbovce es un municipio del distrito de Myjava en la región de Trenčín, Eslovaquia, con una población estimada a final del año 2024 de 1405 habitantes.
Se encuentra ubicado al oeste de la región, cerca del río Myjava (afluente del río Morava, cuenca hidrográfica del Danubio) y de la frontera con la región de Trnava y la República Checa.

## Demografía
| Año        | 1994 | 2004    | 2014    | 2024    |
| ---------- | ---- | ------- | ------- | ------- |
| Población  | 1622 | 1574    | 1539    | 1405    |
| Diferencia |      | −2,95 % | −2,22 % | −8,70 % |

| Año        | 2023 | 2024    |
| ---------- | ---- | ------- |
| Población  | 1420 | 1405    |
| Diferencia |      | −1,05 % |